# Lecitina

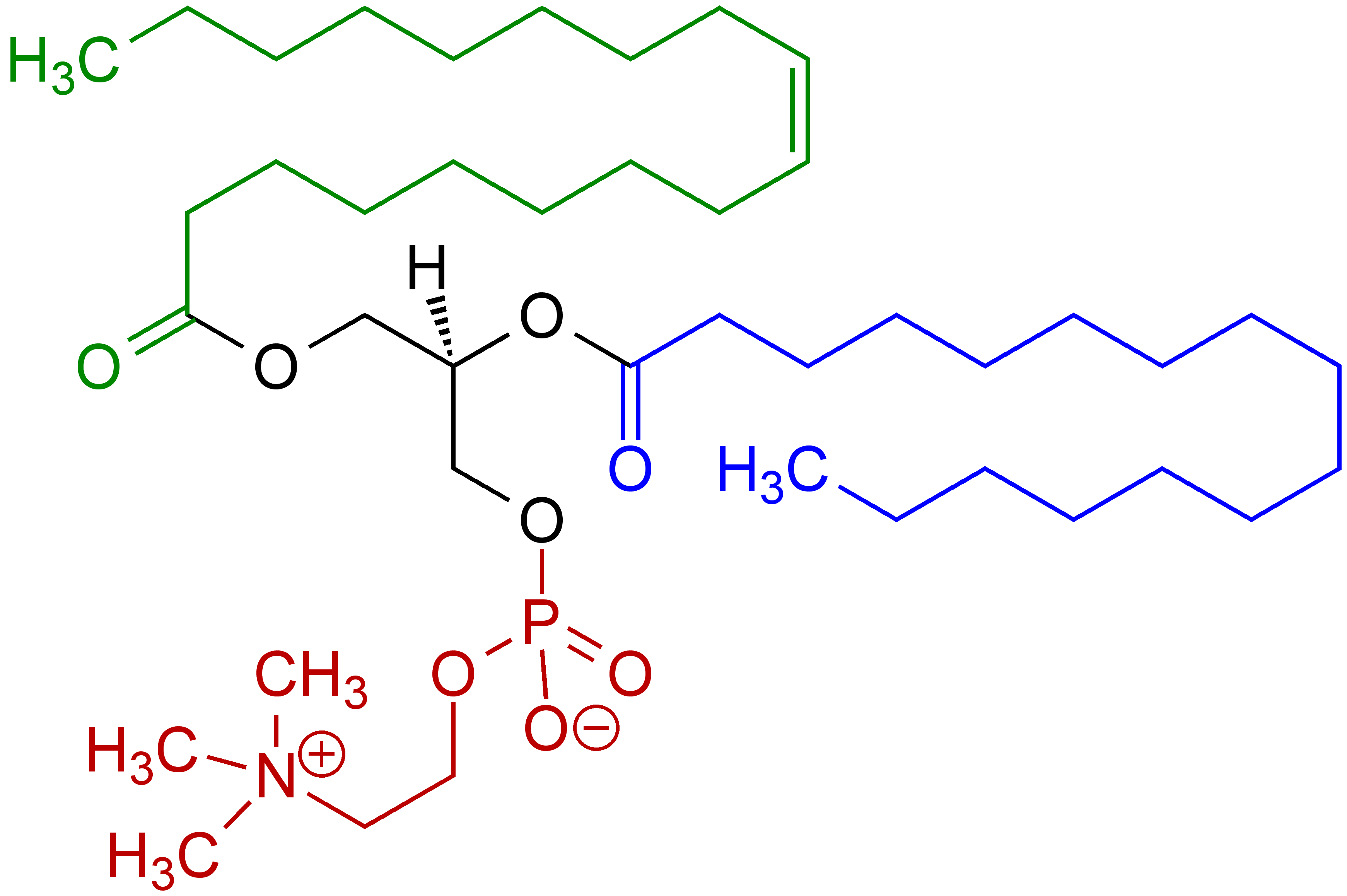
Estrutura da fosfatidilcolina ou lecitina

A lecitina  é a designação dada a uma mistura de glicolípidos, triglicéridos e fosfolípidos (por exemplo: fosfatidilcolina, fosfatidiletanolamina e fosfatidilinositol). Contudo, em bioquímica, o termo lecitina é, usualmente, utilizado como sinónimo de fosfatidilcolina pura - um fosfolípido que constitui o principal componente da fracção fosfatada que se obtém da gema de ovo (em grego: lekithos - λεκιθος, de onde deriva o nome do composto) ou de grãos de soja e girassol de onde é extraída por meios mecânicos ou químicos, utilizando hexano.
A lecitina é comercializada, em elevado grau de pureza, como suplemento alimentar e para uso médico.

## Ocorrência nos organismos vivos
Em caso de uma dieta adequada, o fígado produz lecitina que será utilizada pelo sistema circulatório e pelo sistema nervoso. Todas as células do organismo necessitam de lecitina, que é uma unidade essencial da estrutura da membrana celular.  De fato, sem este composto, a membrana celular ficaria rígida. Atua, ainda, na proteção das células contra a oxidação.

### Processo de obtenção
É obtida através do óleo de soja e girassol, que é extraído dos flocos de seus grãos. Do óleo, é extraída através do processo de precipitação de vapor.

### Aplicações
A lecitina é usada comercialmente tanto como emulsionante quanto como lubrificante em diversas atividades econômicas, como na indústria farmacêutica ou alimentar. Por exemplo, é utilizada como emulsionante em chocolates e na produção de revestimento para alimentos.
A lecitina é considerada como um surfactante não-tóxico, bem tolerado pelo organismo, até porque é parte integral das membranas celulares e pode ser totalmente metabolizada. Foi classificada nos Estados Unidos da América, pela Food and Drug Administration, como sendo geralmente reconhecida como produto seguro para o consumo humano. Outros emulsionantes só são excretados pelos rins.  A lecitina é reconhecida como aditivo alimentar pela União Europeia com o número E E322.
Estudos indicam que a lecitina de soja tem efeitos positivos na regulação dos níveis de colesterol e triglicéridos no sangue.
Os principais fosfolípidos presentes na lecitina comercializada (proveniente de soja ou de sementes de girassol) são a fosfatidilcolina, o fosfatidilinositol, o fosfatidiletanolamina e o ácido fosfatídico (geralmente abreviados como PC, PI, PE e PA, respectivamente). De modo a adequar a ação da lecitina de acordo com o produto a que será adicionada, a lecitina poderá ser hidrolizada enzimaticamente. Na lecitina hidrolizada, uma porção dos fosfolípidos têm um ácido gordo removido por ação de uma fosfolipase. Tais fosfolípidos são designados como lisofosfolípidos. A fosfolipase mais usada para este fim é designada como fosfolipase A2, que remove o ácido gordo na posição sn-2.
Nas margarinas, especialmente aquelas que contêm elevados níveis de gordura (>75%), a lecitina é adicionada de modo a evitar a formação de salpicos durante o uso da gordura em frituras.
As lecitinas podem também ser modificadas por um processo designado como fraccionamento, que consiste na mistura do óleo num álcool (geralmente etanol). Alguns fosfolípidos têm boa solubilidade no etanol (por exemplo, a fosfatidilcolina), enquanto que outros fosfolípidos se mostram insolúveis no mesmo solvente. A solução de etanol é, depois, decantada e submetida à evaporação do solvente de modo a obter uma fração de lecitina enriquecida com fosfatidilcolina.

## Lecitina de Soja
A lecitina é um fosfolipídio encontrado de forma natural em alimentos de origem animal e vegetal, sendo a gema de ovo, a soja e o gérmen de trigo as principais fontes.
Quando combinada a uma alimentação balanceada e à prática regular de atividade física, a lecitina de soja pode ajudar na perda de peso, acelerando o metabolismo e auxiliando na quebra de gorduras.
A lecitina de soja também é utilizada na indústria alimentícia como emulsificante, impedindo a água e a gordura de se separarem nos alimentos. Pode ser encontrada em margarinas, chocolates, cereais e alimentos assados.
Alguns doentes alérgicos à soja podem ingerir em segurança lecitina de soja, enquanto os doentes com alergia extrema à soja podem reagir a vestígios da lecitina de soja.